# Scopula halimodendrata
Scopula halimodendrata là một loài bướm đêm trong họ Geometridae.